# Löjtnantshjärtan (film)
Löjtnantshjärtan är en svensk komedifilm från 1942 i regi av Weyler Hildebrand. I huvudrollerna ses Sickan Carlsson och Åke Söderblom.

## Om filmen
Filmen spelades bland annat in vid Kulla Gunnarstorps slott utanför Helsingborg och på K 2:s övningsfält vid Ljungbyhed. Den premiärvisades den 22 oktober 1942 på biograf China vid Berzelii park i Stockholm. Löjtnantshjärtan har visats i SVT ett flertal gånger.

## Rollista i urval
- Sickan Carlsson – Louise Pålsson
- Åke Söderblom – löjtnant Stefan Horntygel
- Hjördis Petterson – änkefru Katrin Pålsson, Louises mor
- Hilding Gavle – ryttmästare Casimir von Rinkler
- Ruth Moberg – Tatjana Johansson, sångerska
- Gösta Kjellertz – löjtnant Baltzar Silversporre
- Gaby Stenberg – Gabrielle Ekhagen, Louises väninna
- Carl-Axel Hallgren – löjtnant Douglas Bramfeldt
- Olav Riégo – betjänt Johansson, Tatjanas far
- Torsten Hillberg – Viktor Samuelsson, procentare
- Rune Halvarsson – Nisse Mårberg, kalfaktor
- Lenn Hjortzberg – löjtnant Hasse Blixt
- Egil Holmsen – löjtnant Johan Blom
- Carl Cramér – löjtnant Kasper Lövgren
- Anna-Lisa Söderblom – en av Stefans bekanta
- Siri Olson – en av Stefans bekanta

## DVD
Filmen gavs ut på DVD 2014.